# المجلس التنسيقي لشركات أرباب الطوائف ومقدمي خدمة حجاج الخارج
المجلس التنسيقي لشركات أرباب الطوائف ومقدمي خدمة حجاج الخارج هي تُعنى بتقديم الخدمات للحجاج والزوار، وتتولى مهمة تطوير مهن أرباب الطوائف ووضع استراتيجيتها، إضافة إلى الخطط التي تخدم المؤسسة وتطور أنظمتها ولوائح مؤسساتها ومكاتبها، ورعاية المشاريع والتطوير والابتكار، كما يختص بإعداد الخطط وتكوين اللجان. يتم اختيار أعضاء مجلس الإدارة عن طريق الانتخاب بحيث تكون دورة كل مجلس أربع سنوات، ويكون لها أمينًا عامًا يرشحه الأعضاء يتولى رئاسة الجهاز التنفيذي، ويعنى بمتابعة الأعمال الإدارية والمالية.

## الأهداف
- الاهتمام بالمصالح المشتركة لمؤسسات ومكاتب أرباب الطوائف.
- تحديد الاستراتيجيات للمهن.
- تطوير إمكانيات المؤسسات والمكاتب لتقديم أفضل خدمة للحجاج.
- دعم التطوير والابتكار وإجراء الدراسات في مجال تطوير أنشطة الخدمات المقدمة للحجاج.
- تعزيز الجوانب البحثية والعلمية.[2]

## المهام
- تطوير مهن أرباب الطوائف وترسيخ أسسها، وإنشاء قواعد بيانات للعاملين بها.
- العمل أن تكون منصة لتبادل معلومات نشاط الحج والحجاج.
- تطوير الأنظمة واللوائح للأنشطة.
- صياغة الاستراتيجية العامة للعمل، وتقديم التوصيات لتنمية الموارد المالية.
- الارتقاء بالرؤية التنظيمية للحج، وتقديم البرامج التوعوية.
- تحديد الخطط الإعلامية.[3]

## اختصاصات مجلس الإدارة
- إعداد الخطط ووضع السياسيات والأهداف.
- الإشراف على تنفيذ القرارات.
- تنفيذ الخطط التي تكفل تنمية موارد الهيئة.
- إقرار مشرون الميزانية السنوية.
- تكوين اللجان بهدف إنجاز المهام.
- تقييم أداء عمل الأمانة العامة للهيئة وكافة القطاعات التابعة لها.
- ترشيح الأمين العام.
- وضع الاقتراحات لتعديل مواد اللائحة للهيئة.[4]

## اختصاصات الأمانة العامة
- إدارة الجهاز التنفيذي والإشراف على المكاتب والفروع.
- متابعة أداء خطة العمل والموازنة السنوية وتنفيذ السياسات والاستراتيجيات.
- إعداد عقود التعيين والنقل وإنهاء الخدمات.
- رفع تقرير الإنجاز السنوي لمجلس الإدارة.
- مراقبة إعداد مشروع الموازنة التقديرية.
- متابعة تطبيق قرارات مجلس الإدارة.[5]

## مؤسسات أرباب الطوائف
- المؤسسة الأهلية لمطوفي حجاج تركيا ومسلمي أوروبا وأمريكا وأستراليا.
- المؤسسة الأهلية لمطوفي حجاج إيران.
- المؤسسة الأهلية لمطوفي حجاج دول جنوب آسيا.
- المؤسسة الأهلية لمطوفي حجاج جنوب شرق آسيا.
- المؤسسة الأهلية لمطوفي حجاج أفريقيا غير العربية.
- المؤسسة الأهلية لمطوفي حجاج الدول العربية.
- مكتب الزمازمة الموحد.
- مكتب الوكلاء الموحد.
- المؤسسة الأهلية للأدلاء.[6]

## مشاريع الهيئة لعام 1424هـ
- مشروع إنشاء برج لتحسين شبكة الاتصالات اللاسلكية بجبل شرقي
- مركز تفويج الحجاج بطريق المدينة المنورة
- مشروع إرشاد الحافلات الناقلة للحجاج
- مركز ترحيل الحجاج الفرادى
- إنشاء مكتبة الهيئة التنسيقية لمؤسسات أرباب الطوائف
- حقيبة الحاج الصحية
- إيجار مواقع المؤسسات بمطار الملك عبد العزيز الدولي
- استخدام نظام الأرشفة الآلية في الهيئة التنسيقية لمؤسسات أرباب الطوائف
- مشروع التوعية المحلية البديلة.[7]

## أعضاء مجلس الهيئة
تتألف الهيئة التنسيقية لمؤسسات أرباب الطوائف في عضويتها كلاً من:
- رئيس مجلس إدارة المؤسسة الأهلية لمطوفي حجاج تركيا ومسلمي أوروبا وأمريكا وأستراليا
- رئيس مجلس إدارة المؤسسة الأهلية لمطوفي حجاج إيران
- رئيس مجلس إدارة المؤسسة الأهلية لمطوفي حجاج دول جنوب آسيا
- رئيس مجلس إدارة المؤسسة الأهلية لمطوفي حجاج دول افريقيا غير العربية
- رئيس مجلس إدارة المؤسسة الأهلية لمطوفي حجاج جنوب شرق آسيا
- رئيس مجلس إدارة المؤسسة الأهلية لمطوفي حجاج الدول العربية.
- رئيس مجلس إدارة المؤسسة الأهلية للأدلاء بالمدينة المنورة
- رئيس مجلس إدارة المكتب الموحد للوكلاء بمكة المكرمة
- رئيس مجلس إدارة المكتب الموحد للوكلاء بجدة
- أمين عام الهيئة أحد مساهمي المؤسسات من أبناء الطائفة.[8]

## أبرز لقاءات الهيئة
- قام الملك عبدالله بن عبدالعزيز آل سعود رحمهُ الله في مكة المكرمة من يوم السبت 20 /9/ 1429هـ باستقبال وزير الحج آنذاك الدكتور فؤاد عبد السلام الفارسي ووكلاء الحج ورؤساء مجالس إدارات مؤسسات أرباب الطوائف(المطوفون، الأدلاء،الوكلاء، الزمازمة) والنقابة العامة للسيارات.
- أستقبل الأمير سلطان بن عبدالعزيز آل سعود رحمهُ الله مساء يوم الثلاثاء الموافق 23/ 9/ 1429هـ وزير الحج آنذاك فؤاد عبد السلام برفقته وكلاء الوزارة ورؤساء مجالس إدارات مؤسسات أرباب الطوائف.
- أستقبل الأمير نايف بن عبدالعزيز آل سعود رحمهُ الله وزير الخارجية آنذاك رئيس لجنة الحج العليا بمكتبه بمكة المكرمة مساء يوم الخميس الموافق 25/ 9 /1429هـ وزير الحج فؤاد الفارسي يرافقه وكلاء الوزارة ورؤساء مجالس إدارات مؤسسات أرباب الطوائف.
- شاركت الهيئة التنسيقية لمؤسسات أرباب الطوائف في فعاليات اللقاء بالأمير خالد الفيصل أمير منطقة مكة المكرمة، والذي عُقد يوم الأحد الموافق 11/ 6/ 1429هـ بقاعة الملك عبد العزيز التاريخية بجامعة أم القرى.[9]

## وصلات خارجية
- «الهيئة التنسيقية» تضع الميثاق الأخلاقي لـ«أرباب الطوائف».
- عقد مؤسسات أرباب الطوائف بدأ في الانتظام قبل نحو (40) عامًا من تاريخ إعداد هذا التقرير.